# Đội tuyển Fed Cup Israel
Đội tuyển Fed Cup Israel (tiếng Hebrew: נבחרת ישראל בגביע הפדרציה) là đội tuyển quốc gia đại diện của Israel ở giải đấu Fed Cup. Ở Fed Cup 2007, họ vào đến Nhóm Thế giới II và Play-off Nhóm Thế giới để vào được Nhóm Thế giới lần đầu tiên trong lịch sử.

## Lịch sử

### Thành viên của đội tuyển ban đầu
- Mara Cohen-Mintz
- Tova Epstein

### 2012
Tháng 6 năm 2012, có thông báo rằng vận động viên quần vợt Ý 20 tuổi Camila Giorgi, xếp hạng # 73 thế giới xem xét khả năng di cư đến Israel để nâng cao trình độ của đội tuyển Fed Cup Israel.

## Đội hình hiện tại (2017)
- Julia Glushko
- Deniz Khazaniuk
- Maya Tahan
- Shelly Krolitzky